# Plesiotrygon nana
Plesiotrygon nana  (лат.)  — недавно открытый вид рода Plesiotrygon семейства Urotrygonidae отряда хвостоколообразных. Является эндемиком Южной Америки. Обитает в тропических водах бассейна Амазонки. Максимальная зарегистрированная длина 102,4 см. Грудные плавники этих скатов образуют округлый диск. Хвост оканчивается листовидным хвостовым плавником. В средней части хвостового стебля расположен ядовитый шип. Не является объектом целевого лова

## Таксономия
Впервые вид был научно описан в 2011 году.Видовой эпитет происходит от слова др.-греч. νᾶνος — «карликовый». Голотип представляет собой взрослого самца длиной 102,4 см, длина диска 24,3 см, ширина диска 24,7 см, пойманного в притоке реки Укаяли (09°25′ ю. ш. 74°55′ з. д.), Перу. Паратипы: неполовозрелый самец длиной 67,1 см, длина диска 17,4 см, ширина диска 17 см, пойманный в притоке Амазонки в провинции Майнас и неполовозрелая самка длиной 46,3 см, длина диска 8,1 см, ширина диска 7,2 см, пойманная в притоке реки Нанай, Перу. 

## Ареал
Plesiotrygon nana обитают в тропических водах рек, принадлежащих бассейну Амазонки и протекающих на территории Перу. 

## Описание
Широкие грудные плавники этих скатов образуют округлый диск, ширина которого примерно равна длине. Позади крошечных глаз расположены маленькие ромбовидные брызгальца, длина которых составляет 2,8—3,5 ширины диска. Брюшные плавники закруглены. 
Окраска дорсальной поверхности диска тёмно-коричневого или тёмно-серого цвета, диск усеян многочисленными желтовато-коричневыми или жёлтыми пятнышками или изогнутыми линиями, собранными в розетки, размер которых увеличивается к краям диска. Вентральная сторона окрашена в белый цвет. Задний край диска широко закруглён. Рыло очень короткое, расстояние от кончика до глаз равно 21,2 %, до ноздрей 15,2 % и до рта 18,7 % ширины диска. Ноздри и рот очень узкие. Диск покрыт мелкой чешуёй, крупные колючки отсутствуют. В средней части кнутовидного хвоста расположен шип. 20 верхних и 21—19 нижних зубных рядов. Количество позвонков 86—88. Грудные плавники образованы 90—91 лучами.

## Биология
Самцы достигают половой зрелости при длине 18—22 см и ширине диска 17,5—22,5 см. 

## Взаимодействие с человеком
Эти скаты не являются объектом целевого лова. Международный союз охраны природы еще не оценил статус сохранности данного вида.  